# 勝者為王III王者之戰
勝者為王III王者之戰（英語：Who's The Winner（III））是香港亞洲電視製作的時裝賭博劇集。1993年11月15日本港台首播，全劇共30集。監製為龍紹基。為《勝者為王》系列之第三部，但故事人物和首兩部沒有關係。劇集版權（包括改篇、重拍等一切權利）現由華特迪士尼公司持有，並於2023年3月29日於Disney+上架。

## 劇情簡介
自十年前，一代賭王石志康誤中張天鼎詭計，重出江湖，大勝屠天龍後。石志康決心退隱江湖，不問世事，賭壇因此沉寂...
十年後，賭壇風雲變色，群雄逐鹿，烽煙四起，蔣權（高雄飾）憑高超卓越的賭術，及手下方俊（江華飾）與弟蔣偉（甄志強飾）的協助，戰無不勝，覬覦世界第一之位，惟賭壇判官宋謙（黃允財飾），卻判定“賭邪”程逸風（任達華飾）才是眾所公認的世界第一，蔣權因此深深不忿，誓要與程逸風一決高下，但風行踪無定,權為逼風出來，先從風的好友易天揚（湯鎮業飾）入手，挑戰揚之賭場，風趕往救揚，力挫權。無意中揚卻得悉其妻郭靜蓉（萬綺雯飾）深愛的只有風，再加上自卑感作祟，對風的幫助不喜反對之愈加痛恨，遂與權合謀陷害風，風中計，手筋被挑斷踢出賭壇，風因此才知一切乃揚之佈局，悲憤不已......
自程逸風中計，手筋被挑斷，而被踢出賭壇後。宋謙不忿蔣權使計陷害風，憤然辭去賭壇判官。蔣權借勢自稱世界第一，並控制賭壇世界排名。而易天揚自從其妻郭靜蓉之死，加上權步步進逼，反令揚隱忍於權之下，密謀奪取其賭業王國......
風因手筋被挑斷，只好隱居香港油尖旺一帶，反令其認識阮少芬（劉錦玲飾）、李錦祥（羅頌華飾）、戚家富（郭耀明飾）等好友。相反其好友江新（小江）（歐錦棠飾）自小獲高人石萬山（張錚飾）指點，欲在賭壇闖出一片天，然而凌莉（伍詠薇飾）的出現，加上偉使計陷害，反使小江一蹶不振......
方俊為權的左右手，擁有一身賭術卻甘願成為權的手下。俊原深受權信任，然而其再三放過風及江，反令權逐漸猜忌，加上揚從旁挑釁，俊逐漸失去權的信任。另一方面，風與江雖隱居，然而權不斷派人追殺，令其二人深受煩擾。此時此刻，雷奔（羅烈飾）的出現，改變了一切......

## 演員表

### 主要演員
| 演員   | 角色   | 暱稱/關係 |
| 任達華 | 程逸風 | 賭邪 易天揚之好友兼情敵，後反目 阮少芬之男友 小江之好友 於第26集與易天揚於雪廠決鬥時，雙目被低溫氣體灼傷導致失去視力 |
| 伍詠薇 | 凌 莉  | 宋謙之同母異父妹妹 喜歡程逸風 小江之追求對象 於第12集被蔣偉派人輪姦                                                  |
| 江 華  | 方 俊  | 蔣權手下 程逸風、小江之好友 於第28集與易天揚賭命，輸後服毒酒身亡                                                     |
| 湯鎮業 | 易天揚 | 賭魔 程逸風之好友兼情敵，後反目 郭靜蓉之夫                                                                           |
| 萬綺雯 | 郭靜蓉 | 易天揚之妻 喜歡程逸風 於第5集自殺身亡                                                                                |
| 歐錦棠 | 江 新  | 小江 程逸風之好友 凌莉之男友 石萬山之徒弟 於第29集與易天揚賭命，輸後引爆自己身上的炸彈身亡                           |
| 劉錦玲 | 阮少芬 | 程逸風之女友 凌莉之情敵 於第30集被易天揚派人槍殺身亡                                                                 |
| 高 雄  | 蔣 權  | 蔣婷、蔣偉之兄 於第10集槍殺龍三 於第21集被程逸風打敗，後被方俊開槍打傷了四肢 ，並於同集自殺身亡                      |

### 其他演員
| 演員     | 角色            | 暱稱/關係                                                                         |
| 甄志強   | 蔣 偉           | 蔣權之弟 於第12集派人輪姦凌莉 於第18集企圖殺害蔣權，最後被方俊槍殺身亡            |
| 黃允財   | 宋 謙           | 賭壇判官 凌莉同母異父之兄 雷奔之子 於第22集與易天揚賭，賭輸後心臟病發身亡         |
| 羅頌華   | 李錦祥          | 程逸風之好友                                                                      |
| 郭耀明   | 戚家富          | 戚家貴之弟 程逸風之好友 曾追求阮少芬 於第16集被易天揚手下毒打更被擲下樓，重傷癱瘓 |
| 羅 烈    | 雷 奔           | 宋鎮南 宋謙之親父                                                                 |
| 張 錚    | 石萬山          |                                                                                   |
| 方 剛    | Mr. Dun         | 華爾街股票大亨                                                                    |
| 冼灝英   | 阿 九           |                                                                                   |
| 楊嘉諾   |                 |                                                                                   |
| 李 岡    | 戚家貴          | 戚家富之兄 於第16集被火燒傷 於第19集被蔣權派人殺害                                |
| 黃麗梅   | 妙 蓮           | 戚家貴之妻                                                                        |
| 梁錦燊   | 國 釗           | 阮少芬之舅父                                                                      |
| 凌腓力   |                 |                                                                                   |
| 曾守明   | 龍 三           | 於第10集被蔣權槍殺身亡                                                            |
| 石中玉   |                 |                                                                                   |
| 仲 煒    |                 |                                                                                   |
| 劉宗基   |                 |                                                                                   |
| 關偉倫   |                 |                                                                                   |
| 麥麗紅   | 蔣 婷           | 蔣權之妹 蔣偉之姊 蔣家樂之母 於第25集被易天揚手下殺害身亡                         |
| 趙海怡   | 蔣家樂 池田惠子 | 池田森、蔣婷之女 於第25集被易天揚手下殺害身亡                                     |
| 鄭恕峰   |                 |                                                                                   |
| 司馬華龍 | 池田森          | 蔣婷之夫 蔣家樂之父                                                               |
| 劉家基   |                 |                                                                                   |
| 甘 山    | 川龍先生        |                                                                                   |
| 胡渭康   |                 |                                                                                   |
| 莫奇榮   |                 |                                                                                   |
| 顏晉霖   |                 |                                                                                   |
| 萬斯敏   |                 |                                                                                   |

## 製作
- 武術指導：馬玉成
- 賭術指導：江道海